# Apocopis courtallumensis
Apocopis courtallumensis är en gräsart som först beskrevs av Ernst Gottlieb von Steudel, och fick sitt nu gällande namn av Johannes Jan Theodoor Henrard. Apocopis courtallumensis ingår i släktet Apocopis och familjen gräs. Inga underarter finns listade i Catalogue of Life.